# Sophie Michaud Gigon

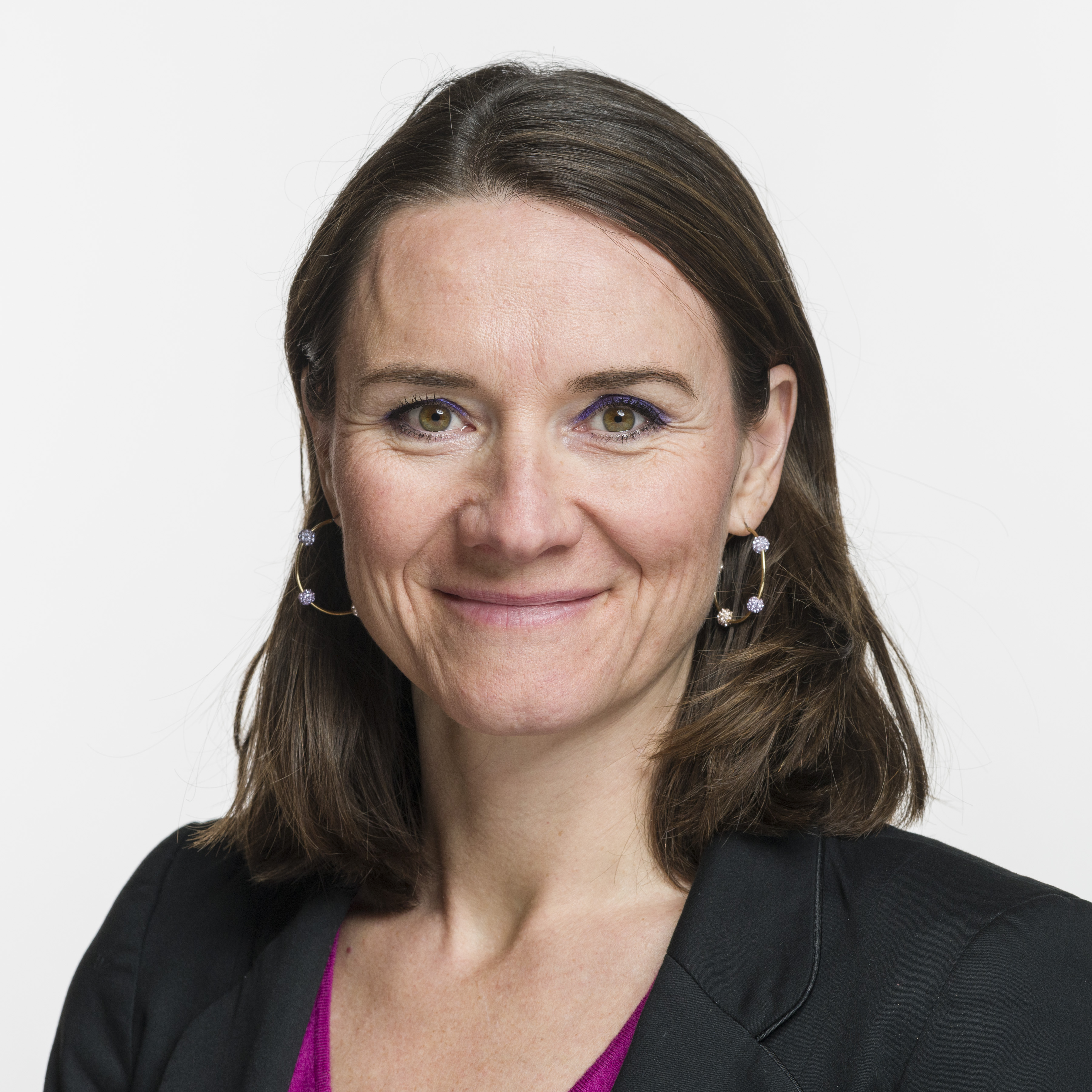
Sophie Michaud Gigon

Sophie Michaud Gigon (* 20. Januar 1975 in Lausanne; heimatberechtigt in Les Bayards und Saint-Prex) ist eine Schweizer Politikerin (Grüne).

## Leben
Sophie Michaud Gigon studierte Germanistik, Romanistik und Politologie an den Universitäten Lausanne, Tübingen und Zürich und schrieb ihre Diplomarbeit über die Schweizer Literatur der Zwischenkriegszeit. Nach einem Praktikum beim Bundesamt für Umwelt arbeitete sie für die Direktion für Entwicklung und Zusammenarbeit beim Weltgipfel für nachhaltige Entwicklung 2002 in Johannesburg und anschliessend für die Schweizerische Arbeitsgemeinschaft der Jugendverbände und das Sekretariat von Pro Natura Schweiz für die Romandie. Seit 2017 ist sie Generalsekretärin des Westschweizer Konsumentenverbands. Michaud Gigon ist verheiratet und hat zwei Kinder. Sie lebt in Lausanne.

## Politik
Sophie Michaud Gigon war 2003 Gründungsmitglied und anschliessend Präsidentin der Jungen Grünen und ist seit 2007 Mitglied des Stadtrates (Legislative) von Lausanne.
Bei den nationalen Parlamentswahlen vom 20. Oktober 2019 wurde Michaud Gigon für die Grünen in den Nationalrat gewählt.
Sie ist Stiftungsratsmitglied der Stiftung sanu durabilitas.